# 정읍 무성서원
정읍 무성서원(井邑 武城書院)은 대한민국 정읍시에 위치한 서원으로 신라 후기의 학자였던 고운 최치원과 조선 중종 때 관리였던 신잠(申潛)을 모시고 제사지내는 서원이다. 1968년 12월 19일 사적 제166호에 지정되고, 2019년 7월 10일 유네스코 세계문화유산에 등재되었다.

## 개요
정읍 무성서원은 고려시대에 지방 유림의 공의로 신라 후기의 학자이자 문장가였던 고운 최치원(崔致遠)의 덕행과 학문을 추모하기 위하여 유상대(流觴臺) 위에 사당(祠堂)을 건립하여 태산사(泰山祠)라 하였다. 1484년(성종 15) 정극인(丁克仁)이 세운 향학당(鄕學堂)이 있던 지금의 자리인 전라북도 정읍시 칠보면 무성리로 이전하였다. 1549년(명종 4) 영천자 신잠(申潛)의 생사당(生祠堂)을 짓고 배향하였다.
1615년(광해군 7)에 '태산사'(泰山祠) 자리에 현지 선비들이 '태산서원'(泰山書院)을 지었으며, 1696년(숙종 22) 최치원과 신잠의 두 사당을 합치고 무성서원(武城書院)이라 사액(賜額)을 받았다.
이후 1630년(인조 8) 정극인(丁克仁)·송세림(宋世琳)·정언충(鄭彦忠)·김약묵(金若默)과 1675년(숙종 1) 김관(金灌)을 추가 배향하였다.
서원의 배치는 약간 경사진 땅 위에 강당과 사당을 잇는 직선축을 중심으로 정문인 누각 현가루와 내삼문을 배치하고, 주변에 전사청과 교직사, 비각 등을 세웠다. 사당은 정면 3칸, 강당은 정면 5칸이고, 강당과 재실은 모두 마루와 온돌이 결합된 양식이다. 무성서원의 구조적 특징은 다른 서원과는 달리 재실이 담 밖에 세워졌다는 점이다.
무성서원의 교육 목표와 내용 및 방법 등 일체의 교육과정을 상세하게 제시하고 있는 《원규》(일종의 학칙)에 따르면 서원에서는 유학 가운데서도 특히 성리학을 공부하는데 힘썼는데, 《격몽요결》, 《소학》에서부터 시작해서 《대학》, 《논어》, 《맹자》, 《중용》, 《시경》, 《서경》, 《주역》, 《예기》, 《춘추》를 읽는 것이 원칙이었으며, 입학 기준에 있어 나이나 신분에 상관없이 독서에 뜻이 있고 배우고자 하는 자는 모두 허락하였지만 일단 입학하게 되면 반드시 용모를 단정히 하고 오로지 정신을 통일하여 의리를 깨우침에 힘쓰며 서로 돌아보고 잡담하지 말 것을 엄격히 강조하였다.
1486년(성종 17) 이후의 봉심안(奉審案), 강안(講案), 심원록(尋院錄), 《원규》등의 귀중한 자료들이 많이 남아 있으며, 조선 후기 대원군의 서원철폐령에도 남아있던 47개 서원 중 하나이다. 조선 시대 수많은 선비를 길러낸 서원으로 당시 교육활동의 모습을 가장 잘 보여주는 곳이기도 하다.
1968년 12월 19일 대한민국의 사적 제166호 무성서원으로 지정되었다가, 2011년 7월 28일 정읍 무성서원으로 명칭이 변경되었다.

## 배향 인물
- 최치원(崔致遠, 857∼ ?)
- 신잠(申潛. 1491~1554)
- 정극인(丁克仁, 1401∼1481)
- 송세림(宋世琳, 1479∼ ?)
- 정언충(鄭彦忠, 1706∼1771)
- 김약묵(金若默, 1500∼1558)
- 김관(金灌, 1575~1635)

## 유네스코 세계유산
문화재청은 2018년 1월 이곳 정읍 무성서원을 비롯한 한국의 대표서원 9곳을 「한국의 서원」으로 지정하여 유네스코 세계유산에 등재 신청하여, 2019년 7월 10일 유네스코 세계문화유산으로 등재되었다.

## 같이 보기
- 서원
- 최치원

## 참고 자료
- 정읍 무성서원 - 국가유산청 국가유산포털
- 무성서원(武城書院) - 한국서원연합회